# Agrilus auroguttatus
Agrilus auroguttatus es una especie de insecto del género Agrilus, familia Buprestidae, orden Coleoptera, descrita por Schaeffer, 1905.
Mide 9-12 mm. Nativo de México y Guatemala, introducido accidentalmente en Arizona y California donde se ha convertido en una plaga seria de especies de robles. Se alimenta de Quercus agrifolia, Q. chrysolepis y Q. kelloggii.